# 北安普敦 (紐約州薩福克縣)
北安普敦（英語：Northampton）是位於美國紐約州薩福克縣的普查規定居民點。

## 人口
根據2020年美國人口普查的數據，北安普敦的面積為29.70平方千米，當中陸地面積為29.44平方千米，而水域面積為0.26平方千米。當地共有人口763人，而人口密度為每平方千米25.69人。